# Panoramio
A Panoramio egy nemzetközi honlap volt, ahová bárki feltölthette digitális fotóit és pozicionálhatta azokat a Google Maps-en. A feltöltés után körülbelül 10 nap elteltével jelentek meg a fényképek a Google Földön. A szolgáltatást a google megszüntette.

## Története

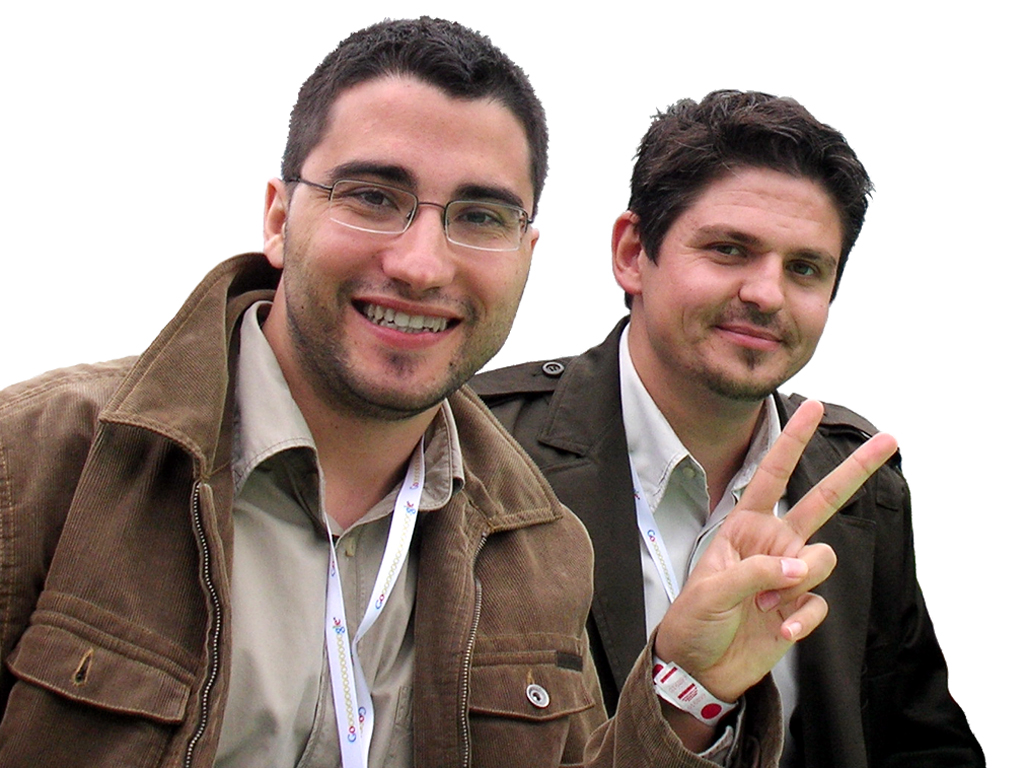
Joaquín Cuenca és Eduardo Manchón

Joaquín Cuenca Abela és Eduardo Manchón Aguilar alapította 2005-ben. 2007-ben megvásárolta a Google.

## Használata
A Panoramión lehetőség van hozzászólásokat írni a feltöltött képekhez. Létezik egy fórum is a honlapon, ahol meg lehet vitatni az esetleges problémákat (nagy számmal regisztráltak magyar felhasználók is, a fórum is fut magyar nyelven). A feltöltött fotókat címkékkel lehet rendszerezni. Keresni hely és címke szerint lehet. A fotókat látogatottság, hozzászólások száma szerint rangsorolják. A feltöltött képek fotóinformációját is meg lehet tekinteni. 
A szolgáltatás előnye, hogy nem kicsinyíti vagy tömöríti le a képeket, azok eredeti felbontásban is megtekinthetők. 
Havonta versenyeket rendeznek, ahová 5 fotót lehet nevezni 4 kategóriában. A hónap végén összesen 28 nyertes születik.